# Prima bătălie de pe Marna
Prima bătălie de pe Marna (5 septembrie - 14 septembrie 1914) s-a încheiat cu o victorie obținută de forțele franco-engleze împotriva armatei germane. 
În această bătălie s-a dovedit eșecul Planului Schlieffen, care a stat la originea strategiei Germaniei pentru obținerea victoriei în războiul contra Franței și, în consecință, a început perioada sângeroasă a "războiului tranșeelor". 